# Cypselosoma gephyrae
Cypselosoma gephyrae är en tvåvingeart som beskrevs av Friedrich Georg Hendel 1913. Cypselosoma gephyrae ingår i släktet Cypselosoma och familjen Cypselosomatidae. Inga underarter finns listade i Catalogue of Life.